# Die Zwillingsbrüder
Die Zwillingsbrüder (en alemany, Els germans bessons) és un singspiel (de vegades descrit també com una farsa amb cant, Posse mit Gesang en alemany) en un acte amb música de Franz Schubert i llibret de Georg Ernst von Hoffmann. Es va estrenar al Kärtnertortheater de Viena el 14 de juny de 1820.
Hofman va basar el llibret en el vodevil francès de 1818 Les deux Valentin de Marc-Antoine Madeleine Désaugiers i Michel-Joseph Gentil de Chavagnac (1770-1846).
Die Zwillingsbrüder, com les restants obres operístiques de Schubert va tenir un èxit limitat tant a l'inici de l'obra com al llarg del temps. Els crítics ho atribueixen a la feblesa del llibret així com una falta de coherència entre la lleugeresa del tema i la refinada naturalesa de la música de Schubert. En aquesta obra, la música de Schubert sovint s'acosta a l'estil mozartià, evocant per exemple La flauta màgica.

## Personatges
| Personatge               | Tessitura | Repartiment de l'estrena               |
| ------------------------ | --------- | -------------------------------------- |
| Der Schultze             | baix      | Josef Gottdank                         |
| Lieschen, la seva filla  | Soprano   | Elizabeth (Betty) Va veure (Spitzeder) |
| Anton                    | Tenor     | Viktor Rosenfeld                       |
| Notario                  | Baix      | Sebastian Mayer                        |
| Franz / Friedrich Spiess | Baix      | Johann Michael Vogl                    |
| Camperols                | Cor mixt  |                                        |